# Le Gallet
Pour les articles homonymes, voir Gallet.
Le Gallet est une commune française située dans le département de l'Oise, en région Hauts-de-France.

## Géographie

### Localisation
Le Gallet est un village-rue rural du Plateau Picard, situé sur une butte au nord-est de Crèvecœur-le-Grand, à 25 km au nord de Beauvais.
Il se trouve dans l'aire d'attraction de Beauvais ainsi que dans sa zone d'emploi, et dans le bassin de vie de Crèvecœur-le-Grand.

### Communes limitrophes
Les communes limitrophes sont  Catheux, Crèvecœur-le-Grand, Le Saulchoy et Viefvillers.
| Catheux            |        | Le Saulchoy |
|                    | Gallet |             |
| Crèvecœur-le-Grand |        | Viefvillers |

### Géologie et relief
La superficie de la commune est de 3,47 km2 ; son altitude varie de 109  à   182 mètres. 
Le village est situé sur un banc de sable. Il est situé sur un léger promontoire dominant  de petites vallées qui prolongent les bras de la Selle, au nord et au sud. À l'est, il rejoint la plaine vers Viefvillers.
Louis Graves décrivait en 1836 le Gallet comme constitué d'un « petit territoire borné à l'ouest par un ravin qui descend vers la vallée de la Selle. Le chef-lieu placé sur une butte remplie de cailloux roulés, forme une seule rue ouverte de l'est à l'ouest ».

### Hydrographie

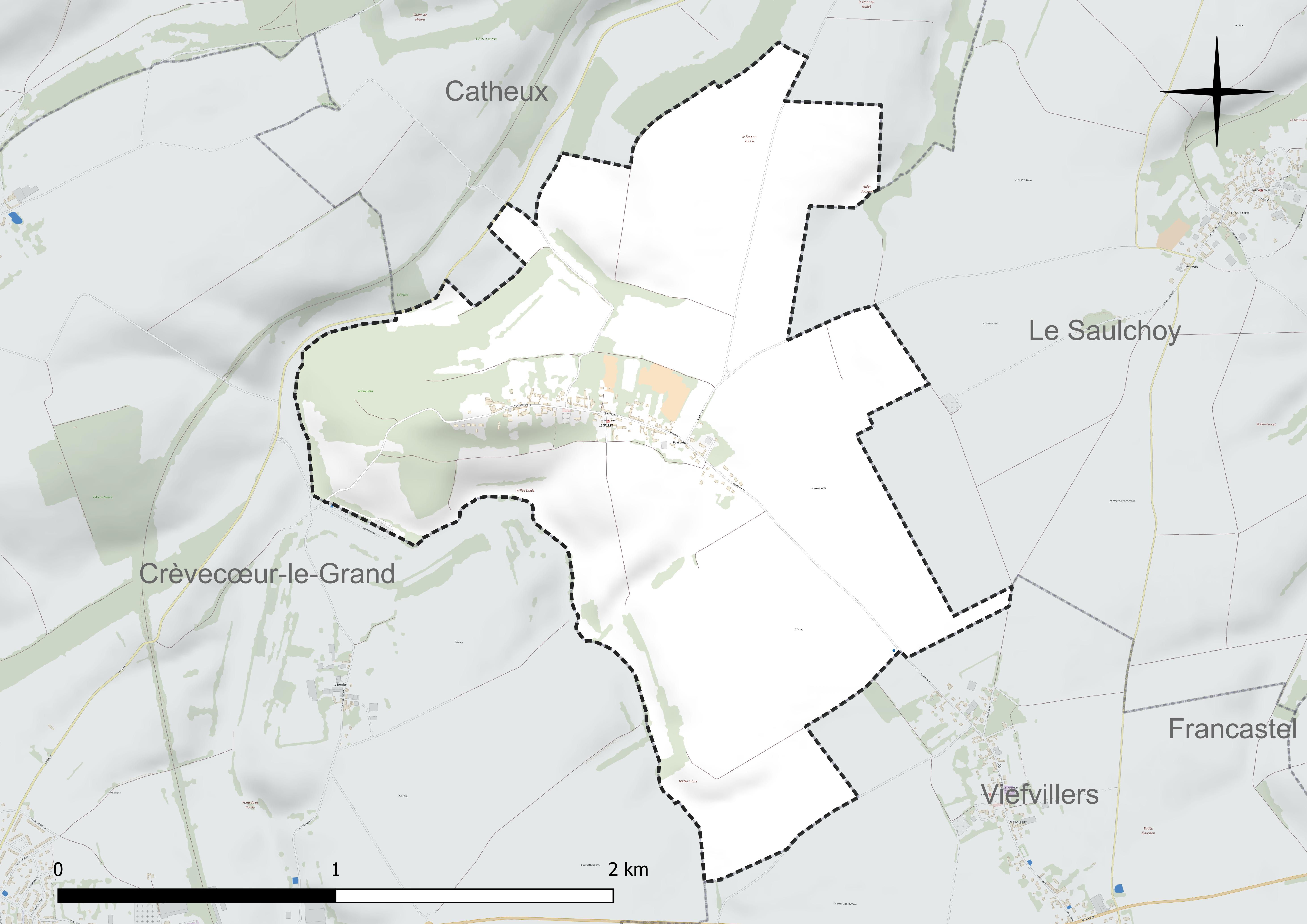
Réseau hydrographique du Gallet.

La commune est située dans le bassin Artois-Picardie. Elle n'est drainée par aucun cours d'eau.
La gestion de l'eau a constitué, jusqu'à l'adduction d'eau potable dans le village, un enjeu important. La Notice descriptive de l'Oise dénombre six mares en 1902, destinées essentiellement à recueillir l'eau des pluies pour constituer des réserves à incendie ainsi que des abreuvoirs pour les animaux. De nos jours, quatre existent toujours, aux sorties du village en direction de Viefvillers et de Catheux, au 12-14 rue du Pressoir et 34-36 rue de la Sablonnière.
Deux puits sont également visibles, le premier entre les n°9 et 11 rue du Pressoir, avec un édicule architecturé construit en maçonneries en calcaire taillé. Le second, est implanté en face du n°12, rue de la Sablonnière, n'est plus visible en élévation.

### Climat
Pour des articles plus généraux, voir Climat des Hauts-de-France et Climat de l'Oise.
En 2010, le climat de la commune est de type climat océanique dégradé des plaines du Centre et du Nord, selon une étude du CNRS s'appuyant sur une série de données couvrant la période 1971-2000. En 2020, Météo-France publie une typologie des climats de la France métropolitaine dans laquelle la commune est exposée à un climat océanique et est dans la région climatique Nord-est du bassin Parisien, caractérisée par un ensoleillement médiocre, une pluviométrie moyenne régulièrement répartie au cours de l'année et un hiver froid (3 °C).
Pour la période 1971-2000, la température annuelle moyenne est de 10,1 °C, avec une amplitude thermique annuelle de 13,7 °C. Le cumul annuel moyen de précipitations est de 778 mm, avec 12,4 jours de précipitations en janvier et 8,5 jours en juillet. Pour la période 1991-2020, la température moyenne annuelle observée sur la station météorologique la plus proche, située sur la commune de Rouvroy-les-Merles à 18 km à vol d'oiseau, est de 10,7 °C et le cumul annuel moyen de précipitations est de 647,9 mm,. Pour l'avenir, les paramètres climatiques de la commune estimés pour 2050 selon différents scénarios d'émission de gaz à effet de serre sont consultables sur un site dédié publié par Météo-France en novembre 2022.

### Milieux naturels et biodiversité
La Butte du Gallet ayant une valeur écologique très élevée a été classée en zone naturelle d'intérêt écologique, faunistique et floristique (ZNIEFF).

## Urbanisme

### Typologie
Au 1er janvier 2024, Le Gallet est catégorisée commune rurale à habitat dispersé, selon la nouvelle grille communale de densité à sept niveaux définie par l'Insee en 2022.
Elle est située hors unité urbaine. Par ailleurs la commune fait partie de l'aire d'attraction de Beauvais, dont elle est une commune de la couronne,. Cette aire, qui regroupe 162 communes, est catégorisée dans les aires de 50 000 à moins de 200 000 habitants,.

### Occupation des sols

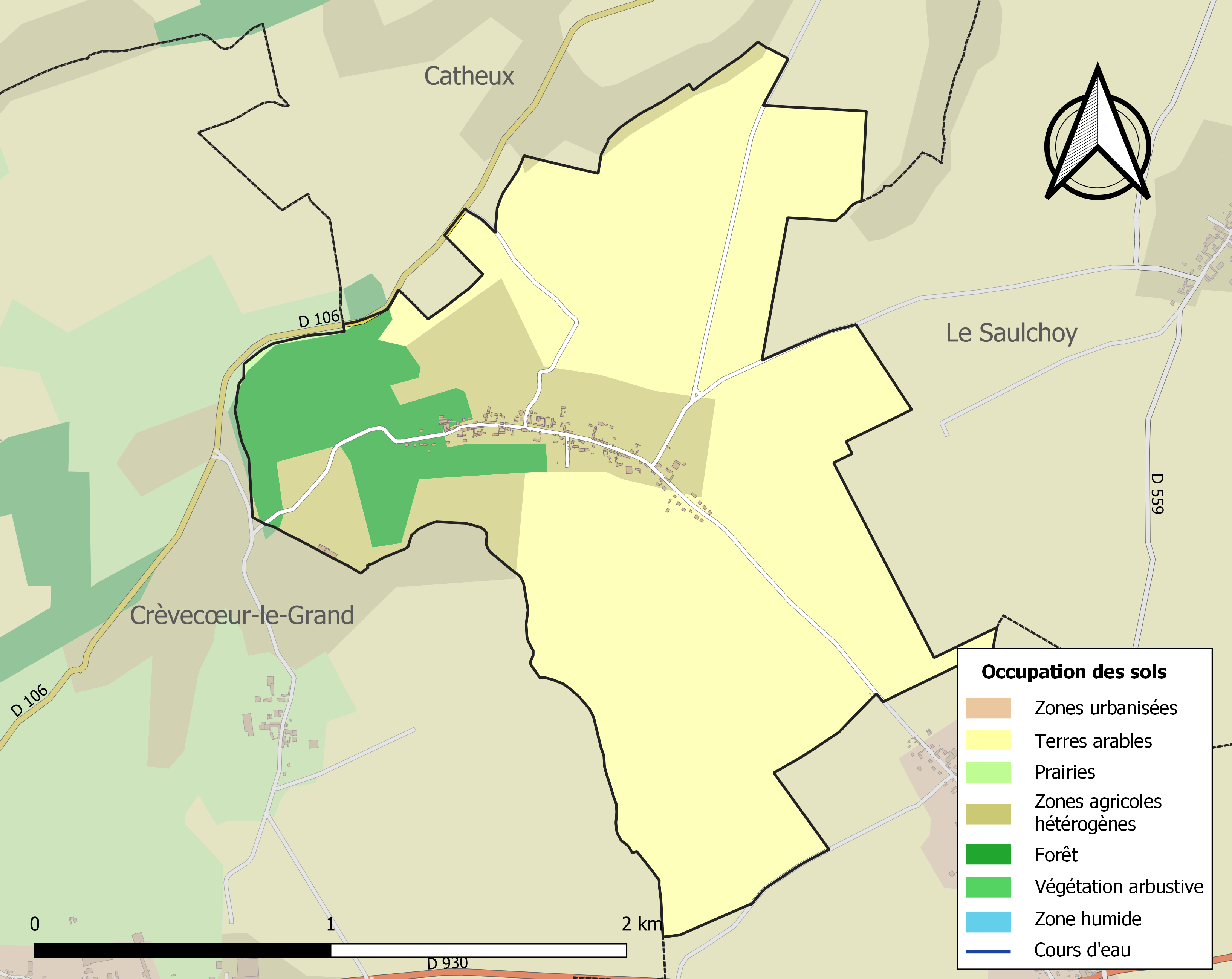
Carte des infrastructures et de l'occupation des sols de la commune en 2018 (CLC).

L'occupation des sols de la commune, telle qu'elle ressort de la base de données européenne d'occupation biophysique des sols Corine Land Cover (CLC), est marquée par l'importance des territoires agricoles (89,3 % en 2018), une proportion identique à celle de 1990 (89,3 %).
La répartition détaillée en 2018 est la suivante : terres arables (73,1 %), zones agricoles hétérogènes (15,9 %), forêts (10,7 %), prairies (0,3 %).
L'évolution de l'occupation des sols de la commune et de ses infrastructures peut être observée sur les différentes représentations cartographiques du territoire : la carte de Cassini (XVIIIe siècle), la carte d'état-major (1820-1866) et les cartes ou photos aériennes de l'IGN pour la période actuelle (1950 à aujourd'hui).

### Morphologie urbaine
Le Gallet est un village-rue constitué d'une unique rue légèrement courbe. le cœur du village se trouve  se trouve au centre autour de l'église et de son cimetière, pôle paroissial, complété d'une place publique. les constructions ongt été édifiées de part et d'autre de ce centre.
La plupart des constructions anciennes du village sont d'anciennes fermes, auxquelles se sont ajoutés à partir des années 1990 des pavillons résidentiels aux extrémités du village,.

### Habitat et logement
En 2021, le nombre total de logements dans la commune était de 74, alors qu'il était de 69 en 2016 et de 66 en 2011.
Parmi ces logements, 88,2 % étaient des résidences principales, 5,9 % des résidences secondaires et 5,9 % des logements vacants. Ces logements étaient pour 98,5 % d'entre eux des maisons individuelles et pour 0 % des appartements.
Le tableau ci-dessous présente la typologie des logements au Le Gallet en 2021 en comparaison avec celle de l'Oise et de la France entière. Une caractéristique marquante du parc de logements est ainsi une proportion de résidences secondaires et logements occasionnels (5,9 %) supérieure à celle du département (2,4 %) mais inférieure à celle de la France entière (9,7 %).
| Typologie                                               | Le Gallet | Oise | France entière |
| ------------------------------------------------------- | --------- | ---- | -------------- |
| Résidences principales (en %)                           | 88,2      | 90,5 | 82,2           |
| Résidences secondaires et logements occasionnels (en %) | 5,9       | 2,4  | 9,7            |
| Logements vacants (en %)                                | 5,9       | 7    | 8,1            |

### Voies de communication et transports
La commune est desservie, en 2023, par les lignes 616 et 6109 du réseau interurbain de l'Oise.

## Toponymie
Le village s'est successivement appelé Galetz en 1223, dans un testament par lequel Dame Amicie de Breteuil lègue sa seigneurie du Gallet à la commanderie des templiers de Fontaine-sous-Montdidier, villam que dicitur le Gale en 1226, Les Gallez en 1667, le Gallet au XIXe siècle.
Le toponyme d'abord au pluriel ( puis , au singulier et précédé de l'article ) désigne « un ensemble de galets ou cailloux roulés ». Ce nom correspond à la nature du sol sur lequel le village est construit, où se trouvent de nombreux galets dans le banc de sable laissé par la mer qui s'est retirée à l'ère tertiaire (de -66 à -2,6 millions d'années),.
Ses habitants sont appelés les Galletiens.

## Histoire

### Moyen Âge
La première mention connue du Gallet date de 1223 où un domaine situé à l'emplacement de l'actuel village est mentionné dans une charte du chapitre de Amiens
Un établissement des templiers, fondé entre 1238 et 1251, probablement une grosse ferme, se trouvait au lieu-dit la Cence. Brulée lors de la Guerre de Cent Ans, et les sources disent que dès la fin du XIVe siècle, « tout était en ruine jusqu'au moulin ».*
Le Gallet est rattaché à la paroisse du  Saulchoy et de Viefvillers jusqu'en 1243, année de son  érection en paroisse indépendante.
Sous l'Ancien Régime, Le Gallet dépend de la commanderie de Fontaine-sou-Montdidier. Le chapitre de la cathédrale Notre-Dame d'Amiens avait le patronage de la cure.

### Époque contemporaine
Au XIXe siècle, la population qui, jusqu'alors, vivait essentiellement de la fabrication d'étoffes de laine à domicile, se tourne dans les années 1880 vers des activités exclusivement agricoles à la suite du déclin de la petite industrie textile dans les campagnes picarde constaté notamment dans les villages de l'ancien canton de Crèvecœur-le-Grand. Une sablonnière communale est active dans le Bois du Gallet, à l'ouest du village, ainsi qu'un moulin à vent implanté le long de la route entre Le Gallet et Viefvillers.
Une gare Le Gallet-Catheux a fonctionné de 1876 a 1950 sur la ligne de Saint-Omer-en-Chaussée à Vers, qui assurait la relation entre Beauvais et Amiens. Cette gare est située a quelques kilomètres au sud du Gallet, sur l'actuelle coulée verte. Malheureusement, elle a été détruite. Seule une pancarte indique encore l'emplacement.
Cette gare était desservie par tous les trains passant sur la ligne de 1876 à 1939, puis de 1942 a 1945, pour les voyageurs.

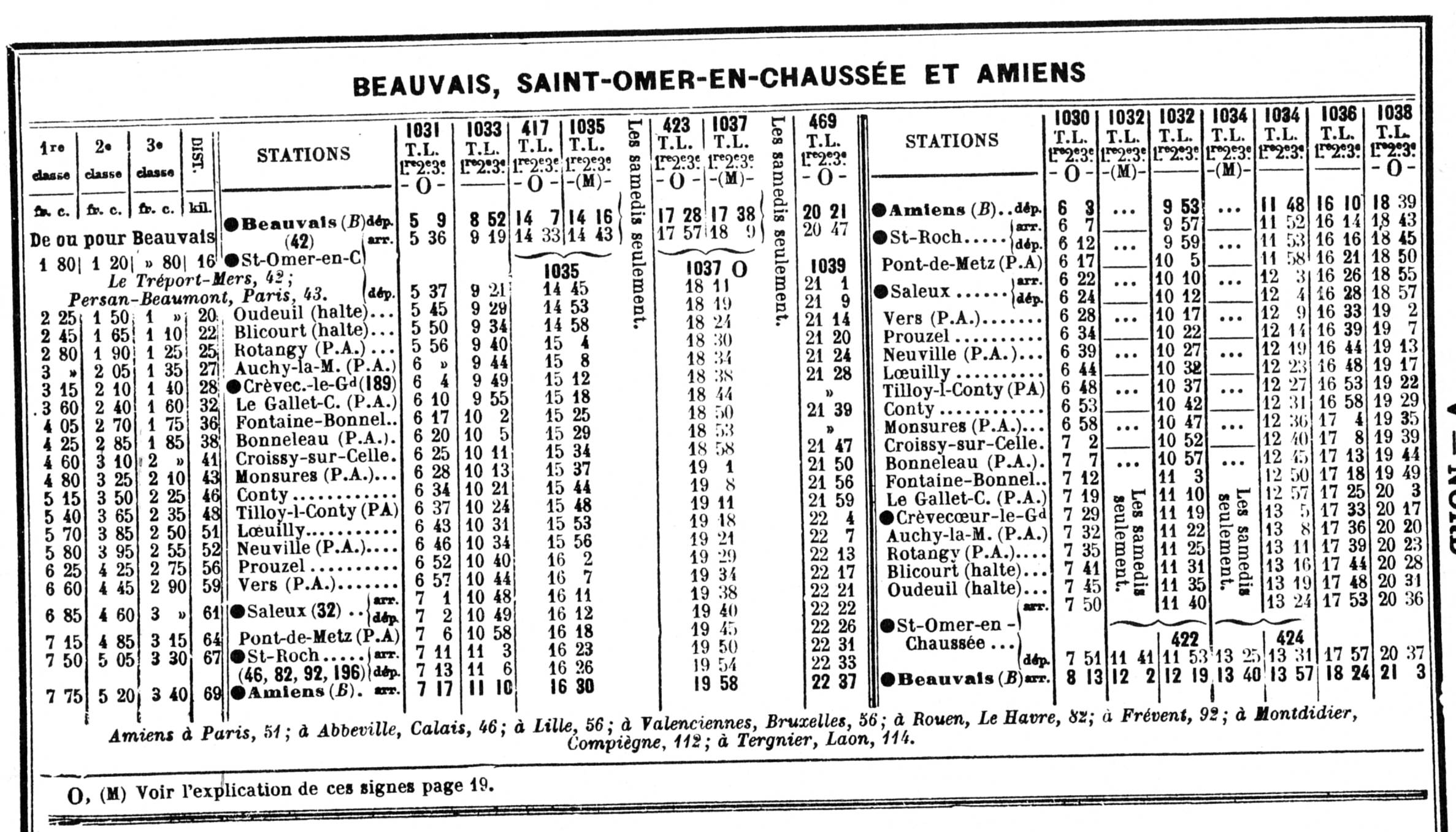
Horaires de la ligne en mai 1914.

Douze habitants, sont morts pour la France pendant la Première Guerre mondiale, dont le front en 1914 atteignait Breteuil. Le village est alors sur la ligne d'arrière-front française et a été une zone de stationnement des troupes tout en abritant une réserve de munitions,.
Pendant la Seconde Guerre mondiale, un régiment de chars allemand est stationné à Crevecœur-le-Grand, et le village doit loger une partie de ses soldats.
Une activité d'extraction de sable et de galets existe  jusqu'après la Seconde Guerre mondiale sur la butte du Gallet.
Dans les années 1950, un incendie détruit une partie du village, expliqant l'existance de plusieurs maisons postérieures à cette date.

## Politique et administration

### Rattachements administratifs et électoraux
La commune se trouve dans l'arrondissement de Beauvais du département de l'Oise. Pour l'élection des députés, elle fait partie de la première circonscription de l'Oise.
Elle faisait partie depuis 1793 du canton de Crèvecœur-le-Grand. Dans le cadre du redécoupage cantonal de 2014 en France, la commune rejoint le canton de Saint-Just-en-Chaussée.

### Intercommunalité
La commune faisait partie de la communauté de communes de Crèvecœur-le-Grand Pays Picard A16 Haute Vallée de la Celle créée fin 1992.
Dans le cadre des dispositions de la loi portant nouvelle organisation territoriale de la République (Loi NOTRe) du 7 août 2015, qui prévoit que les établissements publics de coopération intercommunale (EPCI) à fiscalité propre doivent avoir un minimum de 15 000 habitants, le préfet de l'Oise a publié en octobre 2015 un projet de nouveau schéma départemental de coopération intercommunale, qui prévoit la fusion de plusieurs intercommunalités, et notamment celle de Crèvecœur-le-Grand (CCC) et celle des Vallées de la Brèche et de la Noye (CCVBN), soit une intercommunalité de 61 communes pour une population totale de 27 196 habitants.
Après avis favorable de la majorité des conseils communautaires et municipaux concernés, cette intercommunalité dénommée communauté de communes de l'Oise picarde et dont la commune est désormais membre, est créée au 1er janvier 2017.

### Liste des maires
| Période    | Période                       | Identité                          | Étiquette | Qualité |
| ---------- | ----------------------------- | --------------------------------- | --------- | --- |
|            |                               |                                   |           | |
|            | XIXe siècle                   | Auguste Judenne                   |           | |
|            |                               |                                   |           | |
| 1965       | 1971                          | Jean-Paul Lurois[réf. nécessaire] |           | |
|            |                               |                                   |           | |
| 1977       | 1989                          | Jean-Paul Lurois[réf. nécessaire] |           | |
| 1989       | 2001                          | Jean Grégoire                     |           | |
| mars 2001  | mars 2008                     | Yves Potoski                      |           | Secrétaire de la communauté de communes de Crèvecoeur retraité                                                                           |
| mars 2008  | mars 2014                     | Jean Grégoire                     |           | Retraité |
| avril 2014 | En cours (au 12 janvier 2022) | Mathieu Boureux                   |           | Responsable Technique dans une entreprise de Bresles Vice-président de la CC de l'Oise Picarde (2020 → ) Réélu pour le mandat 2020-2026, |

## Équipements et services publics

### Enseignement
Les enfants du village sont scolarisés dans le cadre d'un regroupement pédagogique intercommunal géré par le Syndicat intercommunal de regroupement scolaire (SIRS), constitué des communes de Le Gallet, Le Saulchoy, Viefvillers et Francastel, avec en 2016, 4 classes à Viefvillers (ainsi qu'une garderie matin et soir, et la cantine) et 1 classe à Francastel. Le ramassage scolaire est assuré par le Département.

## Population et société

### Démographie
Les habitants sont appelés les Galletiens.

#### Évolution démographique
L'évolution du nombre d'habitants est connue à travers les recensements de la population effectués dans la commune depuis 1793. Pour les communes de moins de 10 000 habitants, une enquête de recensement portant sur toute la population est réalisée tous les cinq ans, les populations de référence des années intermédiaires étant quant à elles estimées par interpolation ou extrapolation. Pour la commune, le premier recensement exhaustif entrant dans le cadre du nouveau dispositif a été réalisé en 2006.

En 2022, la commune comptait 158 habitants, en évolution de −9,2 % par rapport à 2016 (Oise : +0,87 %, France hors Mayotte : +2,11 %).
| 1793 | 1800 | 1806 | 1821 | 1831 | 1836 | 1841 | 1846 | 1851 |
| ---- | ---- | ---- | ---- | ---- | ---- | ---- | ---- | ---- |
| 313  | 340  | 341  | 337  | 366  | 335  | 332  | 335  | 331  |

| 1856 | 1861 | 1866 | 1872 | 1876 | 1881 | 1886 | 1891 | 1896 |
| ---- | ---- | ---- | ---- | ---- | ---- | ---- | ---- | ---- |
| 306  | 289  | 278  | 248  | 235  | 198  | 172  | 171  | 147  |

| 1901 | 1906 | 1911 | 1921 | 1926 | 1931 | 1936 | 1946 | 1954 |
| ---- | ---- | ---- | ---- | ---- | ---- | ---- | ---- | ---- |
| 142  | 136  | 122  | 90   | 100  | 84   | 80   | 102  | 71   |

| 1962 | 1968 | 1975 | 1982 | 1990 | 1999 | 2006 | 2011 | 2016 |
| ---- | ---- | ---- | ---- | ---- | ---- | ---- | ---- | ---- |
| 77   | 60   | 62   | 48   | 111  | 117  | 146  | 169  | 174  |

| 2021 | 2022 | - | - | - | - | - | - | - |
| ---- | ---- | - | - | - | - | - | - | - |
| 164  | 158  | - | - | - | - | - | - | - |

#### Pyramide des âges
La population de la commune est relativement jeune.
En 2018, le taux de personnes d'un âge inférieur à 30 ans s'élève à 42,0 %, soit au-dessus de la moyenne départementale (37,3 %). À l'inverse, le taux de personnes d'âge supérieur à 60 ans est de 9,7 % la même année, alors qu'il est de 22,8 % au niveau départemental.
En 2018, la commune comptait 89 hommes pour 86 femmes, soit un taux de 50,86 % d'hommes, légèrement supérieur au taux départemental (48,89 %).
Les pyramides des âges de la commune et du département s'établissent comme suit.
| Hommes | Classe d’âge | Femmes |
| ------ | ------------ | ------ |
| 0,0    | 90 ou +      | 0,0    |
| 3,4    | 75-89 ans    | 4,7    |
| 4,5    | 60-74 ans    | 7,0    |
| 18,2   | 45-59 ans    | 15,1   |
| 31,8   | 30-44 ans    | 31,4   |
| 21,6   | 15-29 ans    | 15,1   |
| 20,5   | 0-14 ans     | 26,7   |

| Hommes | Classe d’âge | Femmes |
| ------ | ------------ | ------ |
| 0,5    | 90 ou +      | 1,4    |
| 5,5    | 75-89 ans    | 7,6    |
| 15,6   | 60-74 ans    | 16,3   |
| 20,8   | 45-59 ans    | 20     |
| 19,4   | 30-44 ans    | 19,4   |
| 17,6   | 15-29 ans    | 16,2   |
| 20,6   | 0-14 ans     | 19,1   |

### Manifestations culturelles

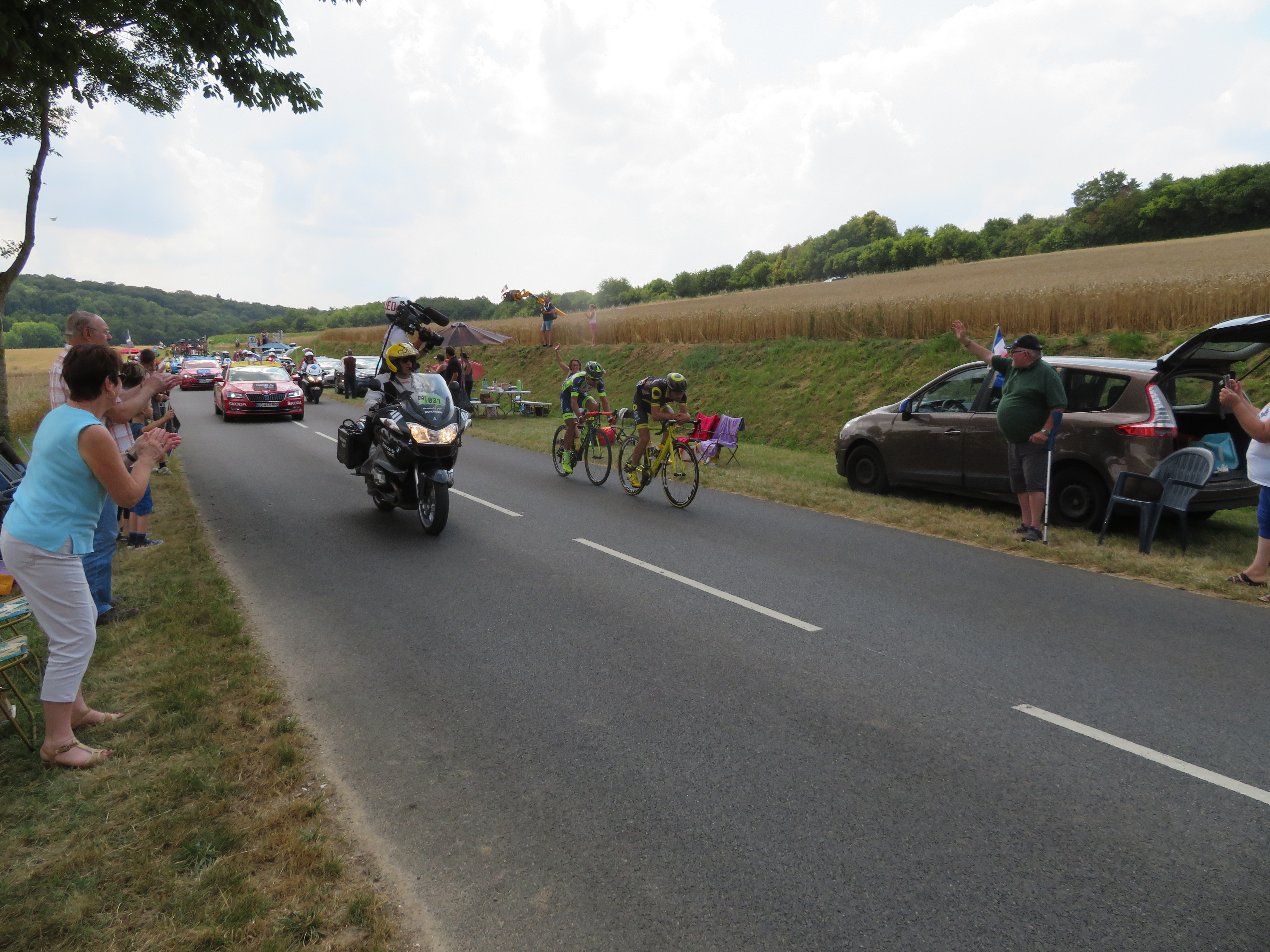
Le Tour de France 2018 au droit du Gallet, sur la RD 106.

L'étape Dreux-Amiens du Tour de France 2018 est passé au droit du Gallet.

## Économie
Au début du XXe siècle, il y avait deux cafés et une boulangerie au village[réf. nécessaire]. Aujourd'hui, Le Gallet ne compte plus aucun commerce.
Le village compte en 2021 une entreprise inhabituelle, La Ferme aux insectes ; ceux-ci sont destinés à l'alimentation de certains nouveaux animaux de compagnie (lézards…). Ce lieu fournit 150 tonnes de cette marchandise par an, principalement importées, mais maintenant en partie produites sur place, essentiellement destinées à de grandes enseignes de jardinerie, à des animaleries, ainsi que directement à des particuliers propriétaires d'animaux insectivores, qui commandent par l'Internet ou viennent sur place,.
Une exploitation agricole, la Maison Bonnes Herbes, s'est spécialisée dans la production de plantes aromatiques et médicinales.

## Culture locale et patrimoine

### Lieux et monuments

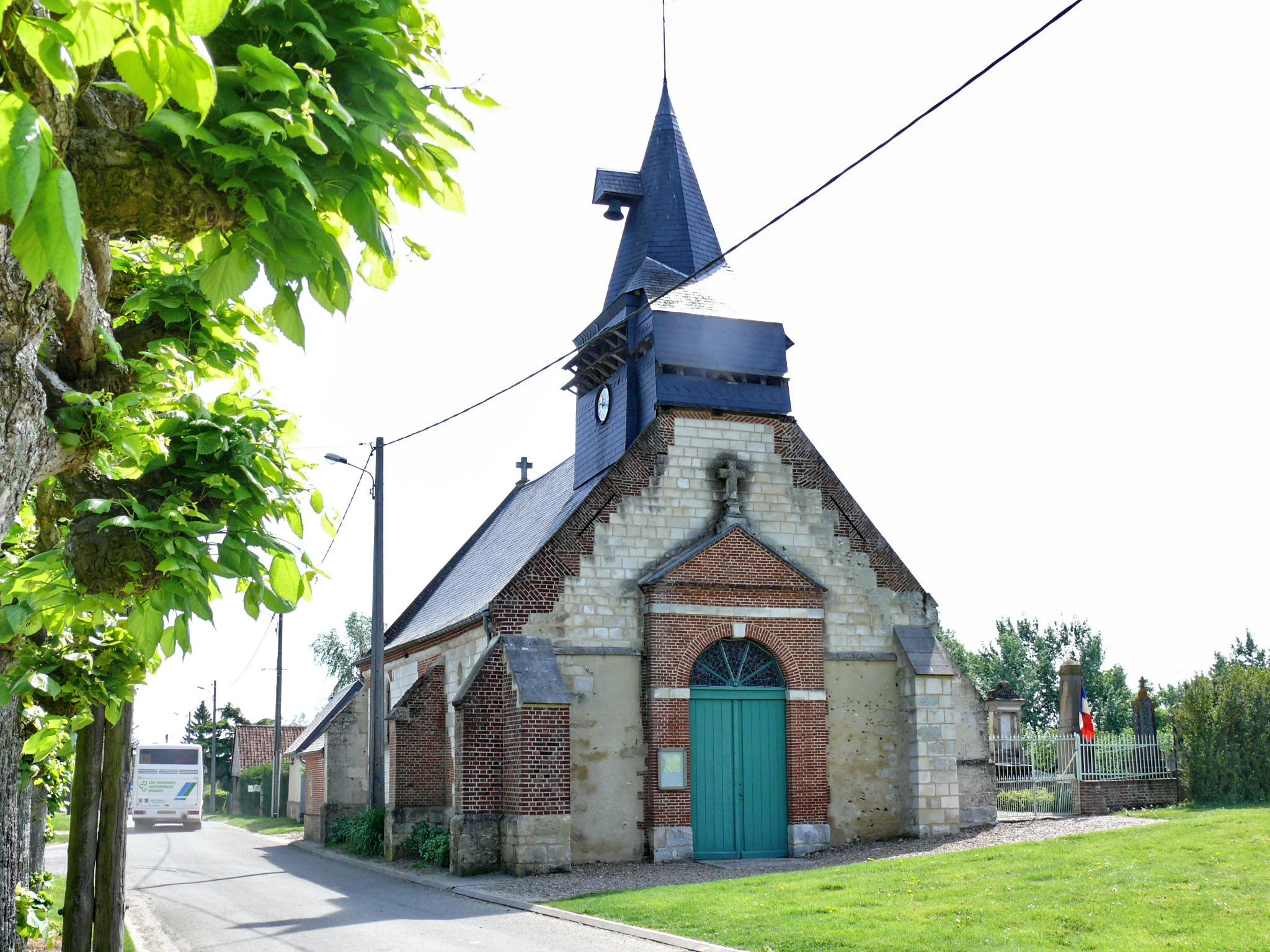
L'église Saint-Jacques.

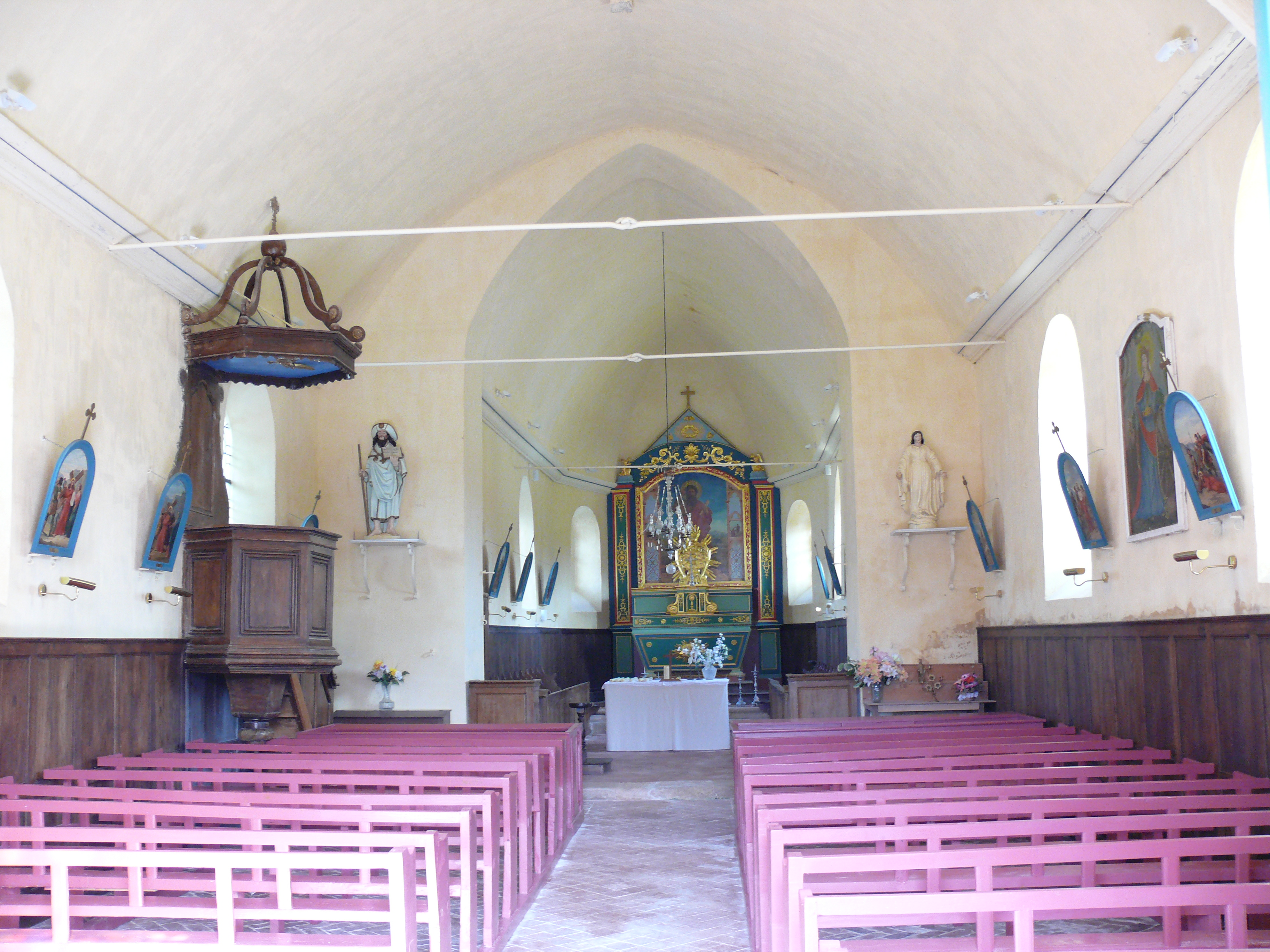
Intérieur de l'église Saint-Jacques.

- Église Saint-Jacques, du XVIe ou du XVIIe siècle, fortement remaniée au XIXe siècle et constituée d'une nef sans bas-côtés  suivie d'un chœur beaucoup plus étroit terminé par une abside à trois côtés. 
L'édifice, construit en silex, pierre et briques, est rénovée en 2003-2004[17],[43],[44],[45].
L'église comprend une statue en bois polychrome de saint Jacques Le Majeur attribuable au XVIe siècle, des fonts baptismaux datables du XVIIe siècle. 
La chaire en chêne semble dater du  dernier quart du XVIIIe siècle. Plusieurs parties du maître-autel sont antérieures à la Révolution française : gradins, tabernacle, exposition, et plusieurs éléments décoratifs dont les motifs sont caractéristiques du XVIIIe siècle.
Le tableau d'autel de Caron Letalle représentant saint Jacques date de 1904. Dans la nef, celui qui représente sainte Catherine est signé du peintre F. P. Gueulle[46].

- La mairie-école, datée de 1867, légèrement à l'est du centre historique de la commune[2].

- Ancienne ferme, aujourd'hui demeure, 7 rue du Pressoir. La grange et le passage charettier datent sans doute du second quart du XIXe siècle. La famille  Peaucellier fait construire vers 1860 le corps de logis. La propriété a perdu sa fonction agricole dans la seconde moitié du XXe siècle[47].

- Le monument aux morts de la Première Guerre mondiale est érigé dans le cimetière en 1921[21].

- Chapelle Notre-Dame-du-Bon-Secours (construite vers 1630, reconstruite en 1776.

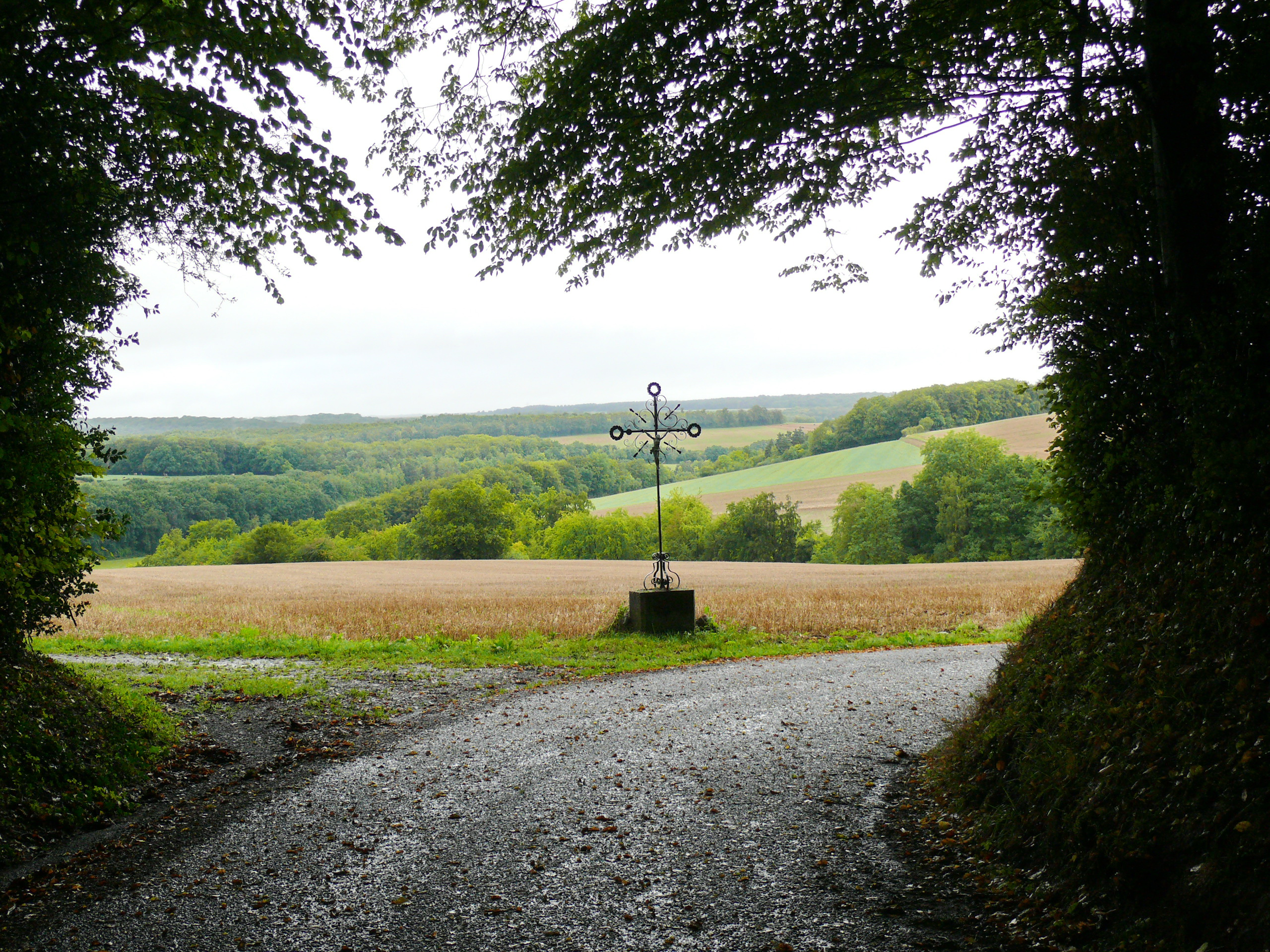
La croix du Tour de ville et son panorama.

- Onze croix de chemin et calvaires sont répartis dans le village[44]. 
Deux d'entre-elles se trouvent au centre du village :
  - Celle de la place de l'église, érigée en 1823 par la famille Lenglier puis cédée à la commune, a été restaurée en 1924 après les dégradations de la Première Guerre mondiale, puis à nouveau en 2001.
  - La seconde, 14 rue de la Sablonnière, construite en 1858 par la famille Christophe en face de leur maison et restaurée par la commune vers 1975.

Deux autres croix sont installées, l'une à la limite nord du village, au bord du sentier du tour de ville, et qui surplombe un beau panorama sur la campagne avoisinante, l'autre à l'est du village, installée en 1991 en remplacement d'une ancienne en mauvais état.
- La coulée verte, itinéraire de promenade aménagé sur l'emprise de l'ancienne ligne Beauvais - Amiens.

### Héraldique
| Blason de Le Gallet | Blason  | D'argent à la croix pattée de gueules, mantelé de sinople chargé d'une coquille d'or accostée de deux galets du même. |
| Blason de Le Gallet | Détails | Le statut officiel du blason reste à déterminer.                                                                      |

## Pour approfondir